# العلاقات الوسط إفريقية المصرية
العلاقات الوسط أفريقية المصرية هي العلاقات الثنائية التي تجمع بين جمهورية أفريقيا الوسطى ومصر.

## مقارنة بين البلدين
هذه مقارنة عامة ومرجعية للدولتين:
| وجه المقارنة                                              | جمهورية أفريقيا الوسطى      | مصر           |
| --------------------------------------------------------- | --------------------------- | ------------- |
| المساحة (كم2)                                             | 622.98 ألف                  | 1.01 مليون    |
| عدد السكان (نسمة)                                         | 4.66 مليون                  | 94.80 مليون   |
| الكثافة السكانية (ن./كم²)                                 | 7.48                        | 93.86         |
| العاصمة                                                   | بانغي                       | القاهرة       |
| اللغة الرسمية                                             | لغة فرنسية، اللغة السانغوية | اللغة العربية |
| العملة                                                    | فرنك وسط أفريقي             | جنيه مصري     |
| الناتج المحلي الإجمالي (بليون دولار)                      | 1.95 مليار                  | 235.37 مليار  |
| الناتج المحلي الإجمالي (تعادل القوة الشرائية) بليون دولار | 3.03 مليار                  | 998.67 مليار  |
| الناتج المحلي الإجمالي الاسمي للفرد دولار أمريكي          | 323                         | 3.61 ألف      |
| الناتج المحلي الإجمالي للفرد دولار أمريكي                 | 594                         |               |
| مؤشر التنمية البشرية                                      | 0.350                       | 0.690         |
| رمز المكالمات الدولي                                      | +236                        | +20           |
| رمز الإنترنت                                              | .cf                         | .eg، .مصر     |
| المنطقة الزمنية                                           | ت ع م+01:00                 | ت ع م+02:00   |

## منظمات دولية مشتركة
يشترك البلدان في عضوية مجموعة من المنظمات الدولية، منها:
| علم المنظمة | اسم المنظمة                               | تاريخ انضمام جمهورية أفريقيا الوسطى | تاريخ انضمام مصر |
| ----------- | ----------------------------------------- | ----------------------------------- | ---------------- |
|             | مؤسسة التنمية الدولية                     | 27 أغسطس 1963                       | 26 أكتوبر 1960   |
|             | يونسكو                                    | 11 نوفمبر 1960                      | 22 يناير 1947    |
|             | وكالة ضمان الاستثمار متعدد الأطراف        | 8 سبتمبر 2000                       | 12 أبريل 1988    |
|             | الأمم المتحدة                             | 20 سبتمبر 1960                      | 24 أكتوبر 1945   |
|             | الفريق المعني برصد الأرض                  | ?                                   | فبراير 2005      |
|             | الاتحاد البريدي العالمي                   | ?                                   | ?                |
|             | البنك الدولي للإنشاء والتعمير             | 10 يوليو 1963                       | 27 ديسمبر 1945   |
|             | الاتحاد الدولي للاتصالات                  | 2 ديسمبر 1960                       | 9 ديسمبر 1876    |
|             | مؤسسة التمويل الدولية                     | 1 أبريل 1991                        | 20 يوليو 1956    |
|             | المركز الدولي لتسوية المنازعات الاستشارية | 14 أكتوبر 1966                      | 2 يونيو 1972     |
|             | منظمة التجارة العالمية                    | ?                                   | 30 يونيو 1995    |
|             | منظمة الشرطة الجنائية الدولية             | ?                                   | 7 سبتمبر 1923    |
|             | الاتحاد الأفريقي                          | ?                                   | 9 يوليو 2002     |
|             | البنك الإفريقي للتنمية                    | ?                                   | 10 سبتمبر 1964   |

## وصلات خارجية
- موقع وزارة الخارجية المصرية